# NGC 1484
NGC 1484 је спирална галаксија у сазвежђу Еридан која се налази на NGC листи објеката дубоког неба.
Деклинација објекта је - 36° 58' 15" а ректасцензија 3h 54m 17,4s. Привидна величина (магнитуда) објекта NGC 1484 износи 12,8 а фотографска магнитуда 13,6. Налази се на удаљености од 17,827 милиона парсека од Сунца. NGC 1484 је још познат и под ознакама ESO 359-6, MCG -6-9-36, AM 0352-370, IRAS 03524-3706, PGC 14071.